# 체신 야구단
체신 야구단은 일제 강점기부터 해방 이후까지 존재했던 실업 야구단이다. 1955년 춘계연맹전에 참가한 기록이 있다.